# Technische Universität des Nahen Ostens

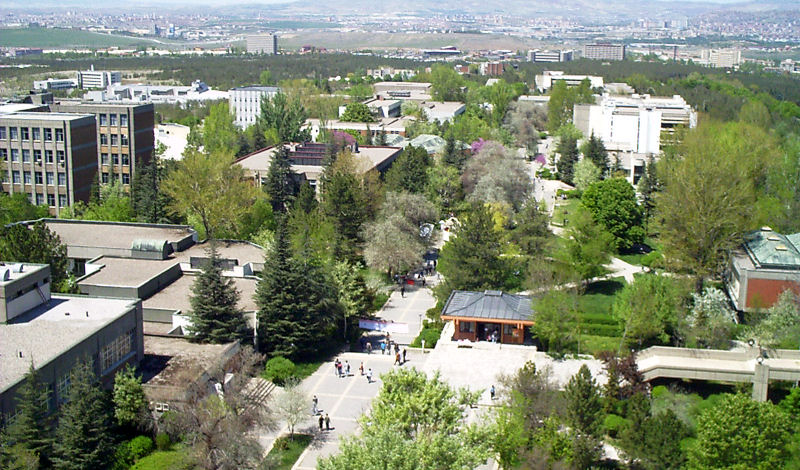
Blick auf die Universitätsgebäude vom Mühendislik Merkez Binası

Die Technische Universität des Nahen Ostens (türkisch Orta Doğu Teknik Üniversitesi, kurz ODTÜ) in Ankara gehört zu den renommiertesten und größten Universitäten in der Türkei. Die Studiensprache ist Englisch. Der offizielle englische Name der Universität lautet Middle East Technical University oder kurz METU. Gegründet wurde die Universität im Jahr 1956.

## Geschichte
Die Universität wurde am 15. November 1956 unter dem Namen Orta Doğu Yüksek Teknoloji Enstitüsü (Middle East High Technology Institute) gegründet. Ziel war es, im türkischen Bildungssystem neue Ausbildungsmethoden und technische Innovationen einzuführen. Die Universität sollte dabei Pionierarbeit leisten. Die ersten Jahre fand die Ausbildung in provisorischen Unterkünften statt. Erst 1963 konnten der aktuelle Campus bezogen werden.
Als erstes wurde 1956 das Institut für Architektur aufgebaut. Es folgte 1957 das Institut für Maschinenbau. Bis 1958 wurden drei Fakultäten eingerichtet: die Fakultät für Architektur, die Fakultät für Ingenieurwesen und die Fakultät für Verwaltungswissenschaften. 1959 kam die Fakultät für Naturwissenschaften hinzu. Die Fakultät für Pädagogik nahm erst 1982 ihre Arbeit auf.

## Campus
Das Universitätsgelände umfasst neben einer Wohnsiedlung für Professoren (ODTÜ-Kent) einen großen Wald, ein Schwimmbad, eine Schule und Sporteinrichtungen. Innerhalb des Geländes verkehren kostenfreie Shuttlebusse, sonst ist die Universität mit den üblichen Bussen an Ankara angeschlossen. Es war ein Metro-Anschluss für Ende 2006 geplant, der allerdings auf unbestimmte Zeit vertagt wurde.
Die ODTÜ/METU unterhält zwei weitere Campus: einen in Erdemli an der türkischen Mittelmeerküste, der das Institut für Meereswissenschaften (englisch: METU Institute of Marine Sciences, türkisch: ODTÜ Deniz Bilimleri Enstitüsü) beherbergt, sowie einen in Güzelyurt in der Türkischen Republik Nordzypern.

## Studieninhalte und Fakultäten
Auf ihrem Campus in Ankara bietet die Universität 46 Bachelor-, 107 Master- und 69 Doktoratsprogramme an. Nur die besten Absolventen der nationalen Hochschulaufnahmeprüfung werden zum Studium an der Universität zugelassen. Derzeit sind ca. 28.000 Studierende eingeschrieben, die von mehr 1.250 Dozenten unterrichtet werden. Die Universität nimmt an zahlreichen Austauschprogrammen teil, unter anderem am Europäischen Erasmusprogramm.
Die Ausbildung der Universität ist heute wie folgt gegliedert:
- Fakultät für Architektur
  - Institut für Architektur
  - Institut für Stadt- und Landplanung
  - Institut für Industriedesign
- Fakultät für Naturwissenschaften
  - Institut für Biologie
  - Institut für Chemie
  - Institut für Geschichte
  - Institut für Mathematik
  - Institut für Philosophie
  - Institut für Physik
  - Institut für Psychologie
  - Institut für Soziologie
  - Institut für Statistik
- Fakultät für Wirtschafts- und Verwaltungswissenschaften
  - Institut für Betriebswirtschaftslehre
  - Institut für Wirtschaftswissenschaften
  - Institut für Internationale Beziehungen
  - Institut für Politikwissenschaft und öffentliche Verwaltung
- Fakultät für Pädagogik
  - Institut für Computererziehung und Unterrichtstechnologie
  - Institut für Erziehungswissenschaften
  - Institut für Grund- und frühkindliche Bildung
  - Institut für Fremdsprachenunterricht
  - Institut für Leibeserziehung und Sport
  - Institut für Didaktik der Mathematik und Naturwissenschaften
- Fakultät für Ingenieurwesen
  - Institut für Luft- und Raumfahrttechnik
  - Institut für Chemieingenieurwesen
  - Institut für Bauingenieurwesen
  - Institut für Computertechnik
  - Institut für Elektrotechnik und Elektronik
  - Institut für Ingenieurwissenschaften
  - Institut für Umweltingenieurwesen
  - Institut für Lebensmitteltechnik
  - Institut für geologische Technik
  - Institut für Wirtschaftsingenieurwesen
  - Institut für Maschinenbau
  - Institut für Metallurgie und Werkstofftechnik
  - Institut für Bergbauingenieurwesen
  - Institut für Erdöl- und Erdgastechnik
- Graduiertenschulen
  - Graduiertenschule für angewandte Mathematik
  - Graduiertenschule für Informatik
  - Graduiertenschule für Meereswissenschaften
  - Graduiertenschule für Natur- und angewandte Wissenschaften
  - Graduiertenschule für Sozialwissenschaften
- Hochschule für technische Berufsbildung
  - Institut für Technikprogramme
  - Institut für Schweißtechnik
  - Programm für Elektrizität
  - Programm für industrielle Automation
  - Programm für Industrieelektronik
- Hochschule für Fremdsprachen
  - Institut für englische Grundkenntnisse
  - Institut für moderne Sprachen
  - Zentrum für akademisches Schreiben
- Institute, die an das Rektorat berichten
  - Institut für Türkische Sprache
  - Institut für Musik und bildende Kunst

## Bekannte Absolventen
- Taner Akçam (* 1953), türkischer Historiker, Soziologe und Autor
- Mustafa Akıncı (* 1947), Präsident der Türkischen Republik Nordzypern
- Ahmet Kurtcebe Alptemoçin (* 1940), türkischer Politiker und ehemaliger Minister
- Nabi Avcı (* 1953), türkischer Politiker und Minister
- Ali Babacan (* 1967), Stellvertretender Ministerpräsident und Staatsminister der Türkei
- Emin Çölaşan (* 1942), türkischer Publizist und Journalist
- Can Dündar (* 1961), türkischer Journalist und Buchautor, Chefredakteur der Zeitung Cumhuriyet
- Şebnem Ferah (* 1972), türkische Rockmusikerin
- Erol Gelenbe (* 1945), türkisch-französischer Informatiker und Professor des Imperial College, London
- Mehmet Hilmi Güler (* 1949), türkischer Wissenschaftler, Politiker und Energieminister
- Tunç Hamarat (* 1946), türkisch-österreichischer Schachspieler
- Ataç İmamoğlu (* 1964), türkisch-US-amerikanischer Physiker
- Fikri Işık (* 1965), türkischer Politiker und Minister
- Elif Şafak (* 1971), türkische Schriftstellerin
- Süreyya Serdengeçti (1952–2025), türkischer Wirtschaftswissenschaftler
- Mehmet Ali Talât (* 1952), türkisch-zyprischer Politiker und ehemaliger Präsident der Türkischen Republik Nordzypern
- Kürşad Tüzmen (* 1958), türkischer Politiker und Staatsminister
- Cevdet Yılmaz (* 1967), türkischer Politiker und Minister
- Naşide Gözde Durmuş (* 1985), türkische Genetikerin